# Arusha (grupo étnico)

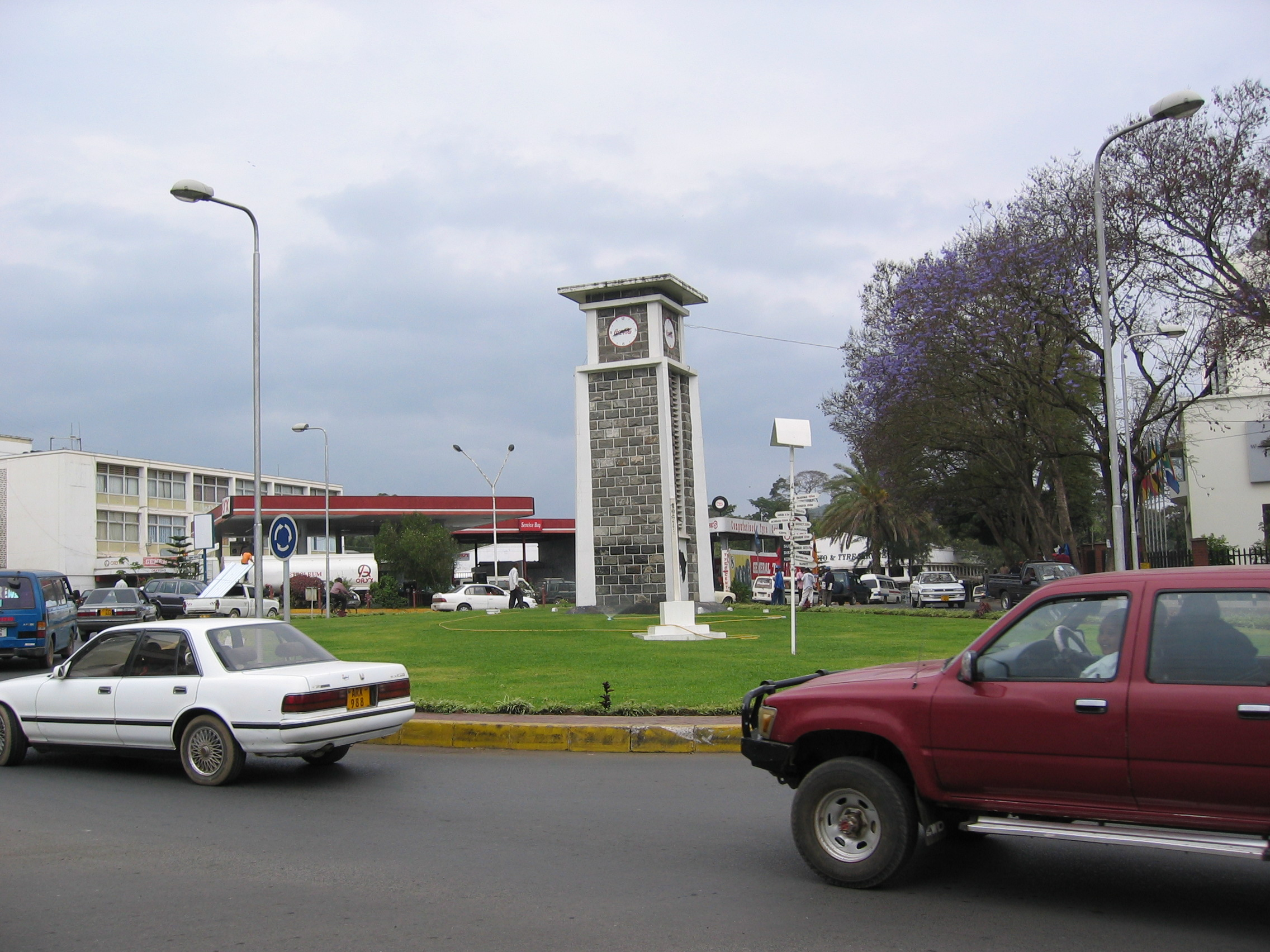

Los arusha son una comunidad que vive en el norte de Tanzania, al oeste del monte Meru. Su número se ha estimado por encima de los 150.000 individuos. Siendo, por su origen y lengua, parte del pueblo masái, pertenecen a la rama nilótica de la familia lingüística nilo-sahariana. Sin embargo, a diferencia de los masái, que son pastores, la principal ocupación de los arusha es la agricultura intensiva, lo que los hace económica y culturalmente más semejantes a sus vecinos bantúes.